# Bactris chaveziae
Bactris chaveziae är en enhjärtbladig växtart som beskrevs av Andrew James Henderson. Bactris chaveziae ingår i släktet Bactris och familjen Arecaceae. Inga underarter finns listade i Catalogue of Life.